# آبر وينتشندن (باكينجهامشير)
آبر وينتشندن (بالإنجليزية: Upper Winchendon)‏ هي قرية و أبرشية مدنية تقع في المملكة المتحدة في إنجلترا. يقدر عدد سكانها بـ 87 نسمة .